# Karl von Coudenhove
Karl Maria Graf von Coudenhove (* 2. Dezember 1814 in Wien; † 28. August 1868 in Ischl) war ein österreichischer Feldmarschallleutnant. Er war General-Adjutant des Kaisers Franz Joseph I. und kommandierte im Deutschen Krieg (1866) die 3. Reserve-Kavallerie-Division.

## Leben

### Herkunft
Das Adelsgeschlecht Coudenhove stammte ursprünglich aus Brabant und war seit 1790 im Reichsgrafenstand. Sein Vater war der kaiserlich-österreichische Feldmarschallleutnant Franz Ludwig Graf von Coudenhove (* 24. Januar 1783; † 4. Dezember 1851) und seine Mutter die baltische Baronesse Catharina Jakobine Auguste von Löwenstern (*  24. Januar 1785; † 24. November 1860). Der Diplomat und Politiker Franz Karl Coudenhove war sein jüngerer Bruder.

### Militärische Karriere
Mit 19 Jahre trat er 1833 als Unterleutnant in das Tiroler-Kaiserjäger-Regiment ein und wechselte später zu den Kaiser Chevaulegers. Er wechselte 1839 in das 5. Kürassier-Regiment, wo er 1842 zum Rittmeister und im Jänner 1849 zum Major befördert wurde.
Er kämpfte bei Aufstand der Ungarn 1848 bei den Auersperg-Kürassieren in Mähren und operierte mit seinen Reitern zwischen Kaschau und der Theiß. Am 26. April 1849 führte er in der Ersten Schlacht bei Komorn und am 16. Juni im Verband der Brigade Theißing einen Angriff durch. Am 21. Juni 1849 deckten seine Reiter in der Schlacht von Pered den linken Flügel der Brigade Theißing. Kurz darauf kämpfte sein Regiment bei Raab (28. Juni), in der Zweiten und Dritten Schlacht bei Komorn (2. und 11. Juli), sowie am 9. August in der Schlacht bei Temesvár, wo er am rechten Flügel wieder eine Attacke ausführte.
1856 wurde er zum Oberst und Kommandant des Kürassier-Regimentes Kaiser Ferdinand Nr. 4 ernannt. Am 27. Mai 1859 wurde er zum Generalmajor befördert und im folgenden Jahr zum General-Adjutanten des Kaisers ernannt. Nach dem Tode des Feldmarschalls Fürst zu Windisch-Grätz wurde er 1862 zum Inhaber von dessen Kürassier-Regimentes ernannt.
Während der Schlacht von Königgrätz (3. Juli 1866) führten seine Kürassiere (3. Reserve-Kavallerie–Division) im Gefecht bei Stresetitz und bei Rosberitz-Langenhof gegen die preußische Kavallerie-Brigade unter General von der Groeben einen verlustreichen Gegenangriff, der den geschlagenen Infanteriekorps des FZM Benedek den Rückzug erlaubte.
Am 3. August 1866 wurde er zum Feldmarschall-Leutnant befördert und am 18. Dezember 1867 wegen einer schweren Krankheit aus er Armee verabschiedet.

## Familie
Aus seiner Ehe mit Leopoldine Honrichs zu Wolfswarffen (* 5. Januar 1826 in Brünn; † 14. März 1894 in Wien) entstammen sechs Kinder:
- Josepha Leopoldine Marie (* 6. Juli 1853; † 16. März 1940)
- Auguste (* 12. Februar 1855; † 22. April 1933)
- Franz Joseph (* 20. September 1856; † 26. Dezember 1912)
- Konrad Kuno Joseph Maria (* 15. März 1858; † 6. Juni 1915)
- Karl Joseph Maria (* 18. Juli 1859; † 19. Januar 1920)
- Elisabeth (* 20. August 1860; † 19. Januar 1932)

## Vorfahren und Kinder von Karl von Coudenhove
| Georg Louis Baron de Coudenhove * 1734, † 13. Juli 1786 in Aschaffenburg, Kurmainz; Burgmann, Geheimrat                 | Georg Louis Baron de Coudenhove * 1734, † 13. Juli 1786 in Aschaffenburg, Kurmainz; Burgmann, Geheimrat                 | Georg Louis Baron de Coudenhove * 1734, † 13. Juli 1786 in Aschaffenburg, Kurmainz; Burgmann, Geheimrat                                             | Georg Louis Baron de Coudenhove * 1734, † 13. Juli 1786 in Aschaffenburg, Kurmainz; Burgmann, Geheimrat                                             | Georg Louis Baron de Coudenhove * 1734, † 13. Juli 1786 in Aschaffenburg, Kurmainz; Burgmann, Geheimrat                                             | Georg Louis Baron de Coudenhove * 1734, † 13. Juli 1786 in Aschaffenburg, Kurmainz; Burgmann, Geheimrat                                             | | |  |  | ⚭ 9. Juni 1772 in Lüttich mit Sophia Gräfin von Hatzfeldt * 21. Januar 1747 auf Schloss Schönstein, Kurköln, † 21. Mai 1825 in Paris, Frankreich                                                                                      | ⚭ 9. Juni 1772 in Lüttich mit Sophia Gräfin von Hatzfeldt * 21. Januar 1747 auf Schloss Schönstein, Kurköln, † 21. Mai 1825 in Paris, Frankreich                                                                                      | ⚭ 9. Juni 1772 in Lüttich mit Sophia Gräfin von Hatzfeldt * 21. Januar 1747 auf Schloss Schönstein, Kurköln, † 21. Mai 1825 in Paris, Frankreich                                                                                      | ⚭ 9. Juni 1772 in Lüttich mit Sophia Gräfin von Hatzfeldt * 21. Januar 1747 auf Schloss Schönstein, Kurköln, † 21. Mai 1825 in Paris, Frankreich                                                                                      | ⚭ 9. Juni 1772 in Lüttich mit Sophia Gräfin von Hatzfeldt * 21. Januar 1747 auf Schloss Schönstein, Kurköln, † 21. Mai 1825 in Paris, Frankreich                                                                                      | ⚭ 9. Juni 1772 in Lüttich mit Sophia Gräfin von Hatzfeldt * 21. Januar 1747 auf Schloss Schönstein, Kurköln, † 21. Mai 1825 in Paris, Frankreich                                                                                      |
| Georg Louis Baron de Coudenhove * 1734, † 13. Juli 1786 in Aschaffenburg, Kurmainz; Burgmann, Geheimrat                 | Georg Louis Baron de Coudenhove * 1734, † 13. Juli 1786 in Aschaffenburg, Kurmainz; Burgmann, Geheimrat                 | Georg Louis Baron de Coudenhove * 1734, † 13. Juli 1786 in Aschaffenburg, Kurmainz; Burgmann, Geheimrat                                             | Georg Louis Baron de Coudenhove * 1734, † 13. Juli 1786 in Aschaffenburg, Kurmainz; Burgmann, Geheimrat                                             | Georg Louis Baron de Coudenhove * 1734, † 13. Juli 1786 in Aschaffenburg, Kurmainz; Burgmann, Geheimrat                                             | Georg Louis Baron de Coudenhove * 1734, † 13. Juli 1786 in Aschaffenburg, Kurmainz; Burgmann, Geheimrat                                             | | |  |  | ⚭ 9. Juni 1772 in Lüttich mit Sophia Gräfin von Hatzfeldt * 21. Januar 1747 auf Schloss Schönstein, Kurköln, † 21. Mai 1825 in Paris, Frankreich                                                                                      | ⚭ 9. Juni 1772 in Lüttich mit Sophia Gräfin von Hatzfeldt * 21. Januar 1747 auf Schloss Schönstein, Kurköln, † 21. Mai 1825 in Paris, Frankreich                                                                                      | ⚭ 9. Juni 1772 in Lüttich mit Sophia Gräfin von Hatzfeldt * 21. Januar 1747 auf Schloss Schönstein, Kurköln, † 21. Mai 1825 in Paris, Frankreich                                                                                      | ⚭ 9. Juni 1772 in Lüttich mit Sophia Gräfin von Hatzfeldt * 21. Januar 1747 auf Schloss Schönstein, Kurköln, † 21. Mai 1825 in Paris, Frankreich                                                                                      | ⚭ 9. Juni 1772 in Lüttich mit Sophia Gräfin von Hatzfeldt * 21. Januar 1747 auf Schloss Schönstein, Kurköln, † 21. Mai 1825 in Paris, Frankreich                                                                                      | ⚭ 9. Juni 1772 in Lüttich mit Sophia Gräfin von Hatzfeldt * 21. Januar 1747 auf Schloss Schönstein, Kurköln, † 21. Mai 1825 in Paris, Frankreich                                                                                      |
| | | | | | | | |  |  | | | | | | |
| Franz Ludwig Graf von Coudenhove * 24. Januar 1783 in Bingen am Rhein, Kurmainz, † 4. Dezember 1851 in Wien, Österreich | Franz Ludwig Graf von Coudenhove * 24. Januar 1783 in Bingen am Rhein, Kurmainz, † 4. Dezember 1851 in Wien, Österreich | Franz Ludwig Graf von Coudenhove * 24. Januar 1783 in Bingen am Rhein, Kurmainz, † 4. Dezember 1851 in Wien, Österreich                             | Franz Ludwig Graf von Coudenhove * 24. Januar 1783 in Bingen am Rhein, Kurmainz, † 4. Dezember 1851 in Wien, Österreich                             | Franz Ludwig Graf von Coudenhove * 24. Januar 1783 in Bingen am Rhein, Kurmainz, † 4. Dezember 1851 in Wien, Österreich                             | Franz Ludwig Graf von Coudenhove * 24. Januar 1783 in Bingen am Rhein, Kurmainz, † 4. Dezember 1851 in Wien, Österreich                             | | |  |  | ⚭ 12. August 1807 in Steinheim am Main, Großherzogtum Hessen mit Catharina Jakobine Auguste Freiin von Löwenstern auf Löwenhof * 24. Januar 1788 in Dorpat, Gouvernement Livland, Russisches Kaiserreich, † 24. November 1860 in Wien | ⚭ 12. August 1807 in Steinheim am Main, Großherzogtum Hessen mit Catharina Jakobine Auguste Freiin von Löwenstern auf Löwenhof * 24. Januar 1788 in Dorpat, Gouvernement Livland, Russisches Kaiserreich, † 24. November 1860 in Wien | ⚭ 12. August 1807 in Steinheim am Main, Großherzogtum Hessen mit Catharina Jakobine Auguste Freiin von Löwenstern auf Löwenhof * 24. Januar 1788 in Dorpat, Gouvernement Livland, Russisches Kaiserreich, † 24. November 1860 in Wien | ⚭ 12. August 1807 in Steinheim am Main, Großherzogtum Hessen mit Catharina Jakobine Auguste Freiin von Löwenstern auf Löwenhof * 24. Januar 1788 in Dorpat, Gouvernement Livland, Russisches Kaiserreich, † 24. November 1860 in Wien | ⚭ 12. August 1807 in Steinheim am Main, Großherzogtum Hessen mit Catharina Jakobine Auguste Freiin von Löwenstern auf Löwenhof * 24. Januar 1788 in Dorpat, Gouvernement Livland, Russisches Kaiserreich, † 24. November 1860 in Wien | ⚭ 12. August 1807 in Steinheim am Main, Großherzogtum Hessen mit Catharina Jakobine Auguste Freiin von Löwenstern auf Löwenhof * 24. Januar 1788 in Dorpat, Gouvernement Livland, Russisches Kaiserreich, † 24. November 1860 in Wien |
| Franz Ludwig Graf von Coudenhove * 24. Januar 1783 in Bingen am Rhein, Kurmainz, † 4. Dezember 1851 in Wien, Österreich | Franz Ludwig Graf von Coudenhove * 24. Januar 1783 in Bingen am Rhein, Kurmainz, † 4. Dezember 1851 in Wien, Österreich | Franz Ludwig Graf von Coudenhove * 24. Januar 1783 in Bingen am Rhein, Kurmainz, † 4. Dezember 1851 in Wien, Österreich                             | Franz Ludwig Graf von Coudenhove * 24. Januar 1783 in Bingen am Rhein, Kurmainz, † 4. Dezember 1851 in Wien, Österreich                             | Franz Ludwig Graf von Coudenhove * 24. Januar 1783 in Bingen am Rhein, Kurmainz, † 4. Dezember 1851 in Wien, Österreich                             | Franz Ludwig Graf von Coudenhove * 24. Januar 1783 in Bingen am Rhein, Kurmainz, † 4. Dezember 1851 in Wien, Österreich                             | | |  |  | ⚭ 12. August 1807 in Steinheim am Main, Großherzogtum Hessen mit Catharina Jakobine Auguste Freiin von Löwenstern auf Löwenhof * 24. Januar 1788 in Dorpat, Gouvernement Livland, Russisches Kaiserreich, † 24. November 1860 in Wien | ⚭ 12. August 1807 in Steinheim am Main, Großherzogtum Hessen mit Catharina Jakobine Auguste Freiin von Löwenstern auf Löwenhof * 24. Januar 1788 in Dorpat, Gouvernement Livland, Russisches Kaiserreich, † 24. November 1860 in Wien | ⚭ 12. August 1807 in Steinheim am Main, Großherzogtum Hessen mit Catharina Jakobine Auguste Freiin von Löwenstern auf Löwenhof * 24. Januar 1788 in Dorpat, Gouvernement Livland, Russisches Kaiserreich, † 24. November 1860 in Wien | ⚭ 12. August 1807 in Steinheim am Main, Großherzogtum Hessen mit Catharina Jakobine Auguste Freiin von Löwenstern auf Löwenhof * 24. Januar 1788 in Dorpat, Gouvernement Livland, Russisches Kaiserreich, † 24. November 1860 in Wien | ⚭ 12. August 1807 in Steinheim am Main, Großherzogtum Hessen mit Catharina Jakobine Auguste Freiin von Löwenstern auf Löwenhof * 24. Januar 1788 in Dorpat, Gouvernement Livland, Russisches Kaiserreich, † 24. November 1860 in Wien | ⚭ 12. August 1807 in Steinheim am Main, Großherzogtum Hessen mit Catharina Jakobine Auguste Freiin von Löwenstern auf Löwenhof * 24. Januar 1788 in Dorpat, Gouvernement Livland, Russisches Kaiserreich, † 24. November 1860 in Wien |
| | | | | | | | |  |  | | | | | | |
| Karl Maria Graf von Coudenhove * 3. Dezember 1814 in Wien, † 28. August 1868 in Ischl, Oberösterreich                   | Karl Maria Graf von Coudenhove * 3. Dezember 1814 in Wien, † 28. August 1868 in Ischl, Oberösterreich                   | Karl Maria Graf von Coudenhove * 3. Dezember 1814 in Wien, † 28. August 1868 in Ischl, Oberösterreich                                               | Karl Maria Graf von Coudenhove * 3. Dezember 1814 in Wien, † 28. August 1868 in Ischl, Oberösterreich                                               | Karl Maria Graf von Coudenhove * 3. Dezember 1814 in Wien, † 28. August 1868 in Ischl, Oberösterreich                                               | Karl Maria Graf von Coudenhove * 3. Dezember 1814 in Wien, † 28. August 1868 in Ischl, Oberösterreich                                               | | |  |  | ⚭ 3. August 1851 in Kunštát, Mähren mit Marie Leopoldine Honrichs zu Wolfswarffen * 5. Januar 1826 in Brünn, Mähren, † 14. März 1894 in Wien                                                                                          | ⚭ 3. August 1851 in Kunštát, Mähren mit Marie Leopoldine Honrichs zu Wolfswarffen * 5. Januar 1826 in Brünn, Mähren, † 14. März 1894 in Wien                                                                                          | ⚭ 3. August 1851 in Kunštát, Mähren mit Marie Leopoldine Honrichs zu Wolfswarffen * 5. Januar 1826 in Brünn, Mähren, † 14. März 1894 in Wien                                                                                          | ⚭ 3. August 1851 in Kunštát, Mähren mit Marie Leopoldine Honrichs zu Wolfswarffen * 5. Januar 1826 in Brünn, Mähren, † 14. März 1894 in Wien                                                                                          | ⚭ 3. August 1851 in Kunštát, Mähren mit Marie Leopoldine Honrichs zu Wolfswarffen * 5. Januar 1826 in Brünn, Mähren, † 14. März 1894 in Wien                                                                                          | ⚭ 3. August 1851 in Kunštát, Mähren mit Marie Leopoldine Honrichs zu Wolfswarffen * 5. Januar 1826 in Brünn, Mähren, † 14. März 1894 in Wien                                                                                          |
| Karl Maria Graf von Coudenhove * 3. Dezember 1814 in Wien, † 28. August 1868 in Ischl, Oberösterreich                   | Karl Maria Graf von Coudenhove * 3. Dezember 1814 in Wien, † 28. August 1868 in Ischl, Oberösterreich                   | Karl Maria Graf von Coudenhove * 3. Dezember 1814 in Wien, † 28. August 1868 in Ischl, Oberösterreich                                               | Karl Maria Graf von Coudenhove * 3. Dezember 1814 in Wien, † 28. August 1868 in Ischl, Oberösterreich                                               | Karl Maria Graf von Coudenhove * 3. Dezember 1814 in Wien, † 28. August 1868 in Ischl, Oberösterreich                                               | Karl Maria Graf von Coudenhove * 3. Dezember 1814 in Wien, † 28. August 1868 in Ischl, Oberösterreich                                               | | |  |  | ⚭ 3. August 1851 in Kunštát, Mähren mit Marie Leopoldine Honrichs zu Wolfswarffen * 5. Januar 1826 in Brünn, Mähren, † 14. März 1894 in Wien                                                                                          | ⚭ 3. August 1851 in Kunštát, Mähren mit Marie Leopoldine Honrichs zu Wolfswarffen * 5. Januar 1826 in Brünn, Mähren, † 14. März 1894 in Wien                                                                                          | ⚭ 3. August 1851 in Kunštát, Mähren mit Marie Leopoldine Honrichs zu Wolfswarffen * 5. Januar 1826 in Brünn, Mähren, † 14. März 1894 in Wien                                                                                          | ⚭ 3. August 1851 in Kunštát, Mähren mit Marie Leopoldine Honrichs zu Wolfswarffen * 5. Januar 1826 in Brünn, Mähren, † 14. März 1894 in Wien                                                                                          | ⚭ 3. August 1851 in Kunštát, Mähren mit Marie Leopoldine Honrichs zu Wolfswarffen * 5. Januar 1826 in Brünn, Mähren, † 14. März 1894 in Wien                                                                                          | ⚭ 3. August 1851 in Kunštát, Mähren mit Marie Leopoldine Honrichs zu Wolfswarffen * 5. Januar 1826 in Brünn, Mähren, † 14. März 1894 in Wien                                                                                          |
| | | | | | | | |  |  | | | | | | |
| | | Josefa Leopoldine Marie Gräfin Coudenhove-Honrichs * 6. Juli 1853 in Pápa, Ungarn, † 16. März 1940 in Kiel, Schleswig-Holstein                      | Josefa Leopoldine Marie Gräfin Coudenhove-Honrichs * 6. Juli 1853 in Pápa, Ungarn, † 16. März 1940 in Kiel, Schleswig-Holstein                      | Josefa Leopoldine Marie Gräfin Coudenhove-Honrichs * 6. Juli 1853 in Pápa, Ungarn, † 16. März 1940 in Kiel, Schleswig-Holstein                      | Josefa Leopoldine Marie Gräfin Coudenhove-Honrichs * 6. Juli 1853 in Pápa, Ungarn, † 16. März 1940 in Kiel, Schleswig-Holstein                      | Josefa Leopoldine Marie Gräfin Coudenhove-Honrichs * 6. Juli 1853 in Pápa, Ungarn, † 16. März 1940 in Kiel, Schleswig-Holstein                      | Josefa Leopoldine Marie Gräfin Coudenhove-Honrichs * 6. Juli 1853 in Pápa, Ungarn, † 16. März 1940 in Kiel, Schleswig-Holstein                      |  |  | ⚭ 7. Mai 1873 in Wien mit Joseph Friedrich Franz Graf von Hahn * 14. November 1847 in Neuhaus (Giekau), Schleswig-Holstein, † 13. Juni 1933 in Kiel                                                                                   | ⚭ 7. Mai 1873 in Wien mit Joseph Friedrich Franz Graf von Hahn * 14. November 1847 in Neuhaus (Giekau), Schleswig-Holstein, † 13. Juni 1933 in Kiel                                                                                   | ⚭ 7. Mai 1873 in Wien mit Joseph Friedrich Franz Graf von Hahn * 14. November 1847 in Neuhaus (Giekau), Schleswig-Holstein, † 13. Juni 1933 in Kiel                                                                                   | ⚭ 7. Mai 1873 in Wien mit Joseph Friedrich Franz Graf von Hahn * 14. November 1847 in Neuhaus (Giekau), Schleswig-Holstein, † 13. Juni 1933 in Kiel                                                                                   | ⚭ 7. Mai 1873 in Wien mit Joseph Friedrich Franz Graf von Hahn * 14. November 1847 in Neuhaus (Giekau), Schleswig-Holstein, † 13. Juni 1933 in Kiel                                                                                   | ⚭ 7. Mai 1873 in Wien mit Joseph Friedrich Franz Graf von Hahn * 14. November 1847 in Neuhaus (Giekau), Schleswig-Holstein, † 13. Juni 1933 in Kiel                                                                                   |
| | | | Josefa Leopoldine Marie Gräfin Coudenhove-Honrichs * 6. Juli 1853 in Pápa, Ungarn, † 16. März 1940 in Kiel, Schleswig-Holstein                      | Josefa Leopoldine Marie Gräfin Coudenhove-Honrichs * 6. Juli 1853 in Pápa, Ungarn, † 16. März 1940 in Kiel, Schleswig-Holstein                      | Josefa Leopoldine Marie Gräfin Coudenhove-Honrichs * 6. Juli 1853 in Pápa, Ungarn, † 16. März 1940 in Kiel, Schleswig-Holstein                      | Josefa Leopoldine Marie Gräfin Coudenhove-Honrichs * 6. Juli 1853 in Pápa, Ungarn, † 16. März 1940 in Kiel, Schleswig-Holstein                      | Josefa Leopoldine Marie Gräfin Coudenhove-Honrichs * 6. Juli 1853 in Pápa, Ungarn, † 16. März 1940 in Kiel, Schleswig-Holstein                      |  |  | ⚭ 7. Mai 1873 in Wien mit Joseph Friedrich Franz Graf von Hahn * 14. November 1847 in Neuhaus (Giekau), Schleswig-Holstein, † 13. Juni 1933 in Kiel                                                                                   | ⚭ 7. Mai 1873 in Wien mit Joseph Friedrich Franz Graf von Hahn * 14. November 1847 in Neuhaus (Giekau), Schleswig-Holstein, † 13. Juni 1933 in Kiel                                                                                   | ⚭ 7. Mai 1873 in Wien mit Joseph Friedrich Franz Graf von Hahn * 14. November 1847 in Neuhaus (Giekau), Schleswig-Holstein, † 13. Juni 1933 in Kiel                                                                                   | ⚭ 7. Mai 1873 in Wien mit Joseph Friedrich Franz Graf von Hahn * 14. November 1847 in Neuhaus (Giekau), Schleswig-Holstein, † 13. Juni 1933 in Kiel                                                                                   | ⚭ 7. Mai 1873 in Wien mit Joseph Friedrich Franz Graf von Hahn * 14. November 1847 in Neuhaus (Giekau), Schleswig-Holstein, † 13. Juni 1933 in Kiel                                                                                   | ⚭ 7. Mai 1873 in Wien mit Joseph Friedrich Franz Graf von Hahn * 14. November 1847 in Neuhaus (Giekau), Schleswig-Holstein, † 13. Juni 1933 in Kiel                                                                                   |
| | | | | | | | |  |  | | | | | | |
| | | Auguste (Gabriela) Josephine Leopoldine Marie Gräfin Coudenhove-Honrichs * 12. Februar 1855 in Budapest, Ungarn, † 22. April 1933 in Křetín, Mähren | Auguste (Gabriela) Josephine Leopoldine Marie Gräfin Coudenhove-Honrichs * 12. Februar 1855 in Budapest, Ungarn, † 22. April 1933 in Křetín, Mähren | Auguste (Gabriela) Josephine Leopoldine Marie Gräfin Coudenhove-Honrichs * 12. Februar 1855 in Budapest, Ungarn, † 22. April 1933 in Křetín, Mähren | Auguste (Gabriela) Josephine Leopoldine Marie Gräfin Coudenhove-Honrichs * 12. Februar 1855 in Budapest, Ungarn, † 22. April 1933 in Křetín, Mähren | Auguste (Gabriela) Josephine Leopoldine Marie Gräfin Coudenhove-Honrichs * 12. Februar 1855 in Budapest, Ungarn, † 22. April 1933 in Křetín, Mähren | Auguste (Gabriela) Josephine Leopoldine Marie Gräfin Coudenhove-Honrichs * 12. Februar 1855 in Budapest, Ungarn, † 22. April 1933 in Křetín, Mähren |  |  | ⚭ 12. Februar 1872 in Wien mit Theodor Gabriel Moritz Franz Joseph Graf von Desfours-Walderode du Mont et Athienville und von Eckhausen * 25. April 1841 in Schloss Großrohosetz, Turnau, Böhmen, † 1. Mai 1894 in Křetín, Mähren     | ⚭ 12. Februar 1872 in Wien mit Theodor Gabriel Moritz Franz Joseph Graf von Desfours-Walderode du Mont et Athienville und von Eckhausen * 25. April 1841 in Schloss Großrohosetz, Turnau, Böhmen, † 1. Mai 1894 in Křetín, Mähren     | ⚭ 12. Februar 1872 in Wien mit Theodor Gabriel Moritz Franz Joseph Graf von Desfours-Walderode du Mont et Athienville und von Eckhausen * 25. April 1841 in Schloss Großrohosetz, Turnau, Böhmen, † 1. Mai 1894 in Křetín, Mähren     | ⚭ 12. Februar 1872 in Wien mit Theodor Gabriel Moritz Franz Joseph Graf von Desfours-Walderode du Mont et Athienville und von Eckhausen * 25. April 1841 in Schloss Großrohosetz, Turnau, Böhmen, † 1. Mai 1894 in Křetín, Mähren     | ⚭ 12. Februar 1872 in Wien mit Theodor Gabriel Moritz Franz Joseph Graf von Desfours-Walderode du Mont et Athienville und von Eckhausen * 25. April 1841 in Schloss Großrohosetz, Turnau, Böhmen, † 1. Mai 1894 in Křetín, Mähren     | ⚭ 12. Februar 1872 in Wien mit Theodor Gabriel Moritz Franz Joseph Graf von Desfours-Walderode du Mont et Athienville und von Eckhausen * 25. April 1841 in Schloss Großrohosetz, Turnau, Böhmen, † 1. Mai 1894 in Křetín, Mähren     |
| | | | Auguste (Gabriela) Josephine Leopoldine Marie Gräfin Coudenhove-Honrichs * 12. Februar 1855 in Budapest, Ungarn, † 22. April 1933 in Křetín, Mähren | Auguste (Gabriela) Josephine Leopoldine Marie Gräfin Coudenhove-Honrichs * 12. Februar 1855 in Budapest, Ungarn, † 22. April 1933 in Křetín, Mähren | Auguste (Gabriela) Josephine Leopoldine Marie Gräfin Coudenhove-Honrichs * 12. Februar 1855 in Budapest, Ungarn, † 22. April 1933 in Křetín, Mähren | Auguste (Gabriela) Josephine Leopoldine Marie Gräfin Coudenhove-Honrichs * 12. Februar 1855 in Budapest, Ungarn, † 22. April 1933 in Křetín, Mähren | Auguste (Gabriela) Josephine Leopoldine Marie Gräfin Coudenhove-Honrichs * 12. Februar 1855 in Budapest, Ungarn, † 22. April 1933 in Křetín, Mähren |  |  | ⚭ 12. Februar 1872 in Wien mit Theodor Gabriel Moritz Franz Joseph Graf von Desfours-Walderode du Mont et Athienville und von Eckhausen * 25. April 1841 in Schloss Großrohosetz, Turnau, Böhmen, † 1. Mai 1894 in Křetín, Mähren     | ⚭ 12. Februar 1872 in Wien mit Theodor Gabriel Moritz Franz Joseph Graf von Desfours-Walderode du Mont et Athienville und von Eckhausen * 25. April 1841 in Schloss Großrohosetz, Turnau, Böhmen, † 1. Mai 1894 in Křetín, Mähren     | ⚭ 12. Februar 1872 in Wien mit Theodor Gabriel Moritz Franz Joseph Graf von Desfours-Walderode du Mont et Athienville und von Eckhausen * 25. April 1841 in Schloss Großrohosetz, Turnau, Böhmen, † 1. Mai 1894 in Křetín, Mähren     | ⚭ 12. Februar 1872 in Wien mit Theodor Gabriel Moritz Franz Joseph Graf von Desfours-Walderode du Mont et Athienville und von Eckhausen * 25. April 1841 in Schloss Großrohosetz, Turnau, Böhmen, † 1. Mai 1894 in Křetín, Mähren     | ⚭ 12. Februar 1872 in Wien mit Theodor Gabriel Moritz Franz Joseph Graf von Desfours-Walderode du Mont et Athienville und von Eckhausen * 25. April 1841 in Schloss Großrohosetz, Turnau, Böhmen, † 1. Mai 1894 in Křetín, Mähren     | ⚭ 12. Februar 1872 in Wien mit Theodor Gabriel Moritz Franz Joseph Graf von Desfours-Walderode du Mont et Athienville und von Eckhausen * 25. April 1841 in Schloss Großrohosetz, Turnau, Böhmen, † 1. Mai 1894 in Křetín, Mähren     |
| | | | | | | | |  |  | | | | | | |
| | | Franz Joseph Maria Graf Coudenhove-Honrichs * 20. September 1856 in Kecskemét, Ungarn, † 26. Dezember 1912 in Kunštát, Mähren                       | Franz Joseph Maria Graf Coudenhove-Honrichs * 20. September 1856 in Kecskemét, Ungarn, † 26. Dezember 1912 in Kunštát, Mähren                       | Franz Joseph Maria Graf Coudenhove-Honrichs * 20. September 1856 in Kecskemét, Ungarn, † 26. Dezember 1912 in Kunštát, Mähren                       | Franz Joseph Maria Graf Coudenhove-Honrichs * 20. September 1856 in Kecskemét, Ungarn, † 26. Dezember 1912 in Kunštát, Mähren                       | Franz Joseph Maria Graf Coudenhove-Honrichs * 20. September 1856 in Kecskemét, Ungarn, † 26. Dezember 1912 in Kunštát, Mähren                       | Franz Joseph Maria Graf Coudenhove-Honrichs * 20. September 1856 in Kecskemét, Ungarn, † 26. Dezember 1912 in Kunštát, Mähren                       |  |  | ⚭ 15. Januar 1889 in Wien mit Maria Thekla Walburga Franzisca Gräfin Coudenhove-Kalergi * 31. Mai 1865 in Ronsperg, Böhmen, † 27. März 1933 in Kunštát, Mähren; Tochter von Franz Karl Coudenhove                                     | ⚭ 15. Januar 1889 in Wien mit Maria Thekla Walburga Franzisca Gräfin Coudenhove-Kalergi * 31. Mai 1865 in Ronsperg, Böhmen, † 27. März 1933 in Kunštát, Mähren; Tochter von Franz Karl Coudenhove                                     | ⚭ 15. Januar 1889 in Wien mit Maria Thekla Walburga Franzisca Gräfin Coudenhove-Kalergi * 31. Mai 1865 in Ronsperg, Böhmen, † 27. März 1933 in Kunštát, Mähren; Tochter von Franz Karl Coudenhove                                     | ⚭ 15. Januar 1889 in Wien mit Maria Thekla Walburga Franzisca Gräfin Coudenhove-Kalergi * 31. Mai 1865 in Ronsperg, Böhmen, † 27. März 1933 in Kunštát, Mähren; Tochter von Franz Karl Coudenhove                                     | ⚭ 15. Januar 1889 in Wien mit Maria Thekla Walburga Franzisca Gräfin Coudenhove-Kalergi * 31. Mai 1865 in Ronsperg, Böhmen, † 27. März 1933 in Kunštát, Mähren; Tochter von Franz Karl Coudenhove                                     | ⚭ 15. Januar 1889 in Wien mit Maria Thekla Walburga Franzisca Gräfin Coudenhove-Kalergi * 31. Mai 1865 in Ronsperg, Böhmen, † 27. März 1933 in Kunštát, Mähren; Tochter von Franz Karl Coudenhove                                     |
| | | | Franz Joseph Maria Graf Coudenhove-Honrichs * 20. September 1856 in Kecskemét, Ungarn, † 26. Dezember 1912 in Kunštát, Mähren                       | Franz Joseph Maria Graf Coudenhove-Honrichs * 20. September 1856 in Kecskemét, Ungarn, † 26. Dezember 1912 in Kunštát, Mähren                       | Franz Joseph Maria Graf Coudenhove-Honrichs * 20. September 1856 in Kecskemét, Ungarn, † 26. Dezember 1912 in Kunštát, Mähren                       | Franz Joseph Maria Graf Coudenhove-Honrichs * 20. September 1856 in Kecskemét, Ungarn, † 26. Dezember 1912 in Kunštát, Mähren                       | Franz Joseph Maria Graf Coudenhove-Honrichs * 20. September 1856 in Kecskemét, Ungarn, † 26. Dezember 1912 in Kunštát, Mähren                       |  |  | ⚭ 15. Januar 1889 in Wien mit Maria Thekla Walburga Franzisca Gräfin Coudenhove-Kalergi * 31. Mai 1865 in Ronsperg, Böhmen, † 27. März 1933 in Kunštát, Mähren; Tochter von Franz Karl Coudenhove                                     | ⚭ 15. Januar 1889 in Wien mit Maria Thekla Walburga Franzisca Gräfin Coudenhove-Kalergi * 31. Mai 1865 in Ronsperg, Böhmen, † 27. März 1933 in Kunštát, Mähren; Tochter von Franz Karl Coudenhove                                     | ⚭ 15. Januar 1889 in Wien mit Maria Thekla Walburga Franzisca Gräfin Coudenhove-Kalergi * 31. Mai 1865 in Ronsperg, Böhmen, † 27. März 1933 in Kunštát, Mähren; Tochter von Franz Karl Coudenhove                                     | ⚭ 15. Januar 1889 in Wien mit Maria Thekla Walburga Franzisca Gräfin Coudenhove-Kalergi * 31. Mai 1865 in Ronsperg, Böhmen, † 27. März 1933 in Kunštát, Mähren; Tochter von Franz Karl Coudenhove                                     | ⚭ 15. Januar 1889 in Wien mit Maria Thekla Walburga Franzisca Gräfin Coudenhove-Kalergi * 31. Mai 1865 in Ronsperg, Böhmen, † 27. März 1933 in Kunštát, Mähren; Tochter von Franz Karl Coudenhove                                     | ⚭ 15. Januar 1889 in Wien mit Maria Thekla Walburga Franzisca Gräfin Coudenhove-Kalergi * 31. Mai 1865 in Ronsperg, Böhmen, † 27. März 1933 in Kunštát, Mähren; Tochter von Franz Karl Coudenhove                                     |
| | | | | | | | |  |  | | | | | | |
| | | Konrad Kuno Joseph Maria Graf Coudenhove-Honrichs * 15. März 1858 in Kecskemét, Ungarn, † 6. Juni 1915 in Wien                                      | Konrad Kuno Joseph Maria Graf Coudenhove-Honrichs * 15. März 1858 in Kecskemét, Ungarn, † 6. Juni 1915 in Wien                                      | Konrad Kuno Joseph Maria Graf Coudenhove-Honrichs * 15. März 1858 in Kecskemét, Ungarn, † 6. Juni 1915 in Wien                                      | Konrad Kuno Joseph Maria Graf Coudenhove-Honrichs * 15. März 1858 in Kecskemét, Ungarn, † 6. Juni 1915 in Wien                                      | Konrad Kuno Joseph Maria Graf Coudenhove-Honrichs * 15. März 1858 in Kecskemét, Ungarn, † 6. Juni 1915 in Wien                                      | Konrad Kuno Joseph Maria Graf Coudenhove-Honrichs * 15. März 1858 in Kecskemét, Ungarn, † 6. Juni 1915 in Wien                                      |  |  | ⚭ 16. April 1887 in Opatija, Kroatien mit Ernestine Maria Gobertina Agathe Gräfin Breuner-Enckevoirt * 17. August 1861 in Schloss Grafenegg, Niederösterreich, † 22. Oktober 1945 in Schloss Lasseregg (Anif), Land Salzburg          | ⚭ 16. April 1887 in Opatija, Kroatien mit Ernestine Maria Gobertina Agathe Gräfin Breuner-Enckevoirt * 17. August 1861 in Schloss Grafenegg, Niederösterreich, † 22. Oktober 1945 in Schloss Lasseregg (Anif), Land Salzburg          | ⚭ 16. April 1887 in Opatija, Kroatien mit Ernestine Maria Gobertina Agathe Gräfin Breuner-Enckevoirt * 17. August 1861 in Schloss Grafenegg, Niederösterreich, † 22. Oktober 1945 in Schloss Lasseregg (Anif), Land Salzburg          | ⚭ 16. April 1887 in Opatija, Kroatien mit Ernestine Maria Gobertina Agathe Gräfin Breuner-Enckevoirt * 17. August 1861 in Schloss Grafenegg, Niederösterreich, † 22. Oktober 1945 in Schloss Lasseregg (Anif), Land Salzburg          | ⚭ 16. April 1887 in Opatija, Kroatien mit Ernestine Maria Gobertina Agathe Gräfin Breuner-Enckevoirt * 17. August 1861 in Schloss Grafenegg, Niederösterreich, † 22. Oktober 1945 in Schloss Lasseregg (Anif), Land Salzburg          | ⚭ 16. April 1887 in Opatija, Kroatien mit Ernestine Maria Gobertina Agathe Gräfin Breuner-Enckevoirt * 17. August 1861 in Schloss Grafenegg, Niederösterreich, † 22. Oktober 1945 in Schloss Lasseregg (Anif), Land Salzburg          |
| | | | Konrad Kuno Joseph Maria Graf Coudenhove-Honrichs * 15. März 1858 in Kecskemét, Ungarn, † 6. Juni 1915 in Wien                                      | Konrad Kuno Joseph Maria Graf Coudenhove-Honrichs * 15. März 1858 in Kecskemét, Ungarn, † 6. Juni 1915 in Wien                                      | Konrad Kuno Joseph Maria Graf Coudenhove-Honrichs * 15. März 1858 in Kecskemét, Ungarn, † 6. Juni 1915 in Wien                                      | Konrad Kuno Joseph Maria Graf Coudenhove-Honrichs * 15. März 1858 in Kecskemét, Ungarn, † 6. Juni 1915 in Wien                                      | Konrad Kuno Joseph Maria Graf Coudenhove-Honrichs * 15. März 1858 in Kecskemét, Ungarn, † 6. Juni 1915 in Wien                                      |  |  | ⚭ 16. April 1887 in Opatija, Kroatien mit Ernestine Maria Gobertina Agathe Gräfin Breuner-Enckevoirt * 17. August 1861 in Schloss Grafenegg, Niederösterreich, † 22. Oktober 1945 in Schloss Lasseregg (Anif), Land Salzburg          | ⚭ 16. April 1887 in Opatija, Kroatien mit Ernestine Maria Gobertina Agathe Gräfin Breuner-Enckevoirt * 17. August 1861 in Schloss Grafenegg, Niederösterreich, † 22. Oktober 1945 in Schloss Lasseregg (Anif), Land Salzburg          | ⚭ 16. April 1887 in Opatija, Kroatien mit Ernestine Maria Gobertina Agathe Gräfin Breuner-Enckevoirt * 17. August 1861 in Schloss Grafenegg, Niederösterreich, † 22. Oktober 1945 in Schloss Lasseregg (Anif), Land Salzburg          | ⚭ 16. April 1887 in Opatija, Kroatien mit Ernestine Maria Gobertina Agathe Gräfin Breuner-Enckevoirt * 17. August 1861 in Schloss Grafenegg, Niederösterreich, † 22. Oktober 1945 in Schloss Lasseregg (Anif), Land Salzburg          | ⚭ 16. April 1887 in Opatija, Kroatien mit Ernestine Maria Gobertina Agathe Gräfin Breuner-Enckevoirt * 17. August 1861 in Schloss Grafenegg, Niederösterreich, † 22. Oktober 1945 in Schloss Lasseregg (Anif), Land Salzburg          | ⚭ 16. April 1887 in Opatija, Kroatien mit Ernestine Maria Gobertina Agathe Gräfin Breuner-Enckevoirt * 17. August 1861 in Schloss Grafenegg, Niederösterreich, † 22. Oktober 1945 in Schloss Lasseregg (Anif), Land Salzburg          |
| | | | | | | | |  |  | | | | | | |
| | | Karl Josef Maria Graf Coudenhove-Honrichs * 18. Juli 1859 in Kunštát, Mähren, † 19. Januar 1920 in Petropawlowsk-Kamtschatski, Russland             | Karl Josef Maria Graf Coudenhove-Honrichs * 18. Juli 1859 in Kunštát, Mähren, † 19. Januar 1920 in Petropawlowsk-Kamtschatski, Russland             | Karl Josef Maria Graf Coudenhove-Honrichs * 18. Juli 1859 in Kunštát, Mähren, † 19. Januar 1920 in Petropawlowsk-Kamtschatski, Russland             | Karl Josef Maria Graf Coudenhove-Honrichs * 18. Juli 1859 in Kunštát, Mähren, † 19. Januar 1920 in Petropawlowsk-Kamtschatski, Russland             | Karl Josef Maria Graf Coudenhove-Honrichs * 18. Juli 1859 in Kunštát, Mähren, † 19. Januar 1920 in Petropawlowsk-Kamtschatski, Russland             | Karl Josef Maria Graf Coudenhove-Honrichs * 18. Juli 1859 in Kunštát, Mähren, † 19. Januar 1920 in Petropawlowsk-Kamtschatski, Russland             |  |  | ⚭ 12. November 1883, Schloss Hagenau, Oberösterreich mit Paulina von Handel * 6. August 1863 in Bad Vöslau, Niederösterreich, † 21. Mai 1934 in Oberstdorf, Bayern                                                                    | ⚭ 12. November 1883, Schloss Hagenau, Oberösterreich mit Paulina von Handel * 6. August 1863 in Bad Vöslau, Niederösterreich, † 21. Mai 1934 in Oberstdorf, Bayern                                                                    | ⚭ 12. November 1883, Schloss Hagenau, Oberösterreich mit Paulina von Handel * 6. August 1863 in Bad Vöslau, Niederösterreich, † 21. Mai 1934 in Oberstdorf, Bayern                                                                    | ⚭ 12. November 1883, Schloss Hagenau, Oberösterreich mit Paulina von Handel * 6. August 1863 in Bad Vöslau, Niederösterreich, † 21. Mai 1934 in Oberstdorf, Bayern                                                                    | ⚭ 12. November 1883, Schloss Hagenau, Oberösterreich mit Paulina von Handel * 6. August 1863 in Bad Vöslau, Niederösterreich, † 21. Mai 1934 in Oberstdorf, Bayern                                                                    | ⚭ 12. November 1883, Schloss Hagenau, Oberösterreich mit Paulina von Handel * 6. August 1863 in Bad Vöslau, Niederösterreich, † 21. Mai 1934 in Oberstdorf, Bayern                                                                    |
| | | | Karl Josef Maria Graf Coudenhove-Honrichs * 18. Juli 1859 in Kunštát, Mähren, † 19. Januar 1920 in Petropawlowsk-Kamtschatski, Russland             | Karl Josef Maria Graf Coudenhove-Honrichs * 18. Juli 1859 in Kunštát, Mähren, † 19. Januar 1920 in Petropawlowsk-Kamtschatski, Russland             | Karl Josef Maria Graf Coudenhove-Honrichs * 18. Juli 1859 in Kunštát, Mähren, † 19. Januar 1920 in Petropawlowsk-Kamtschatski, Russland             | Karl Josef Maria Graf Coudenhove-Honrichs * 18. Juli 1859 in Kunštát, Mähren, † 19. Januar 1920 in Petropawlowsk-Kamtschatski, Russland             | Karl Josef Maria Graf Coudenhove-Honrichs * 18. Juli 1859 in Kunštát, Mähren, † 19. Januar 1920 in Petropawlowsk-Kamtschatski, Russland             |  |  | ⚭ 12. November 1883, Schloss Hagenau, Oberösterreich mit Paulina von Handel * 6. August 1863 in Bad Vöslau, Niederösterreich, † 21. Mai 1934 in Oberstdorf, Bayern                                                                    | ⚭ 12. November 1883, Schloss Hagenau, Oberösterreich mit Paulina von Handel * 6. August 1863 in Bad Vöslau, Niederösterreich, † 21. Mai 1934 in Oberstdorf, Bayern                                                                    | ⚭ 12. November 1883, Schloss Hagenau, Oberösterreich mit Paulina von Handel * 6. August 1863 in Bad Vöslau, Niederösterreich, † 21. Mai 1934 in Oberstdorf, Bayern                                                                    | ⚭ 12. November 1883, Schloss Hagenau, Oberösterreich mit Paulina von Handel * 6. August 1863 in Bad Vöslau, Niederösterreich, † 21. Mai 1934 in Oberstdorf, Bayern                                                                    | ⚭ 12. November 1883, Schloss Hagenau, Oberösterreich mit Paulina von Handel * 6. August 1863 in Bad Vöslau, Niederösterreich, † 21. Mai 1934 in Oberstdorf, Bayern                                                                    | ⚭ 12. November 1883, Schloss Hagenau, Oberösterreich mit Paulina von Handel * 6. August 1863 in Bad Vöslau, Niederösterreich, † 21. Mai 1934 in Oberstdorf, Bayern                                                                    |
| | | | | | | | |  |  | | | | | | |
| | | Elisabeth Leopoldine Josepha Maria Gräfin Coudenhove-Honrichs * 20. August 1860 in Kunštát, Mähren, † 19. Januar 1932 in Wien                       | | | | | |  |  | | | | | | |
| | | | | | | | |  |  | | | | | | |